# Paweł Borkowski (politolog)
Paweł Janusz Borkowski (ur. 1976) – polski politolog, europeista, absolwent Instytutu Stosunków Międzynarodowych Uniwersytetu Warszawskiego.
Od 2006 pracownik Katedry Europeistyki Uniwersytetu Warszawskiego, gdzie objął funkcję kierownika studiów stacjonarnych. Współpracuje również z Centrum Europejskim UW.
Wybrane publikacje:
- Paweł Janusz Borkowski: Polityczne teorie integracji międzynarodowej. Warszawa: Centrum Doradztwa i Informacji "Difin", 2007. ISBN 978-83-7251-757-9. Brak numerów stron w książce
- Paweł Janusz Borkowski: Partnerstwo Eurośródziemnomorskie. Warszawa: Oficyna Wydawnicza ASPRA-JR : Fundacja Studiów Międzynarodowych, 2005. ISBN 83-89964-42-2. Brak numerów stron w książce
- Integracja regionalna w teorii stosunków międzynarodowych, "Stosunki Międzynarodowe-International Relations" 2007, t. 35, nr. 1-2;
- Europejskie doświadczenia a praktyka integracji w Ameryce Łacińskiej, [w:] M. F. Gawrycki (red.), Ameryka Łacińska wobec wyzwań globalizacji, Wyd. Adam Marszałek, Toruń 2006;